# 普里維利內 (波洛希區)
47°48′2″N 36°22′34″E / 47.80056°N 36.37611°E
普里維利內（烏克蘭語：Привільне）是位於烏克蘭東南部的村莊，由扎波羅熱州波洛希區的胡利亚伊波莱市镇負責管轄。該村面積0.4平方公里，海拔高度98米，2001年人口23，人口密度每平方公里57.9人。